# Seattle Seahawks
Seattle Seahawks je profesionální klub amerického fotbalu, který sídlí v Seattlu ve státě Washington. V současné době je členem Western Division (Západní divize) National Football Conference (NFC, Národní fotbalové konference) National Football League (NFL, Národní fotbalové ligy). Tým se spolu s Tampou Bay Buccaneers připojil k NFL v roce 1976 a je jediným, který hrál Championship Game jak v konferenci AFC, tak NFC. V roce 2010 se Seahawks stali vůbec prvním týmem v historii NFL, který získal divizní titul nebo místo v play-off v kompletní sezoně se zápornou bilancí (7-9). Šest dní poté se rovněž premiérově stali prvním týmem NFL, jenž vyhrál utkání play-off, přestože do něj postoupil s bilancí 7-9, protože porazili úřadujícího šampiona New Orleans Saints 41:36. První účast Seahawks v Super Bowlu v roce 2006 skončila porážkou 10:21 od Pittsburghu Steelers, druhá v roce 2013 po zdolání Denver Broncos 43:8 již přinesla první titul v historii klubu.

## Hráči

### Členové Síně slávy profesionálního fotbalu

#### Hráči
- 1990 - Franco Harris
- 1995 - Steve Largent
- 2004 - Carl Eller
- 2006 - Warren Moon
- 2010 - John Randle
- 2010 - Jerry Rice
- 2012 - Cortez Kennedy
- 2014 - Walter Jones
- 2017 - Kenny Easley
- 2019 - Kevin Mawae

### Vyřazená čísla
- 12: fanoušci
- 45: Kenny Easley
- 71: Walter Jones
- 80: Steve Largent
- 96: Cortez Kennedy

### Draft
Hráči draftovaní v prvním kole za posledních deset sezón:
| Rok  | Pořadí | Jméno hráče               | Pozice                       | Univerzita                                              |
| 2010 | 6 14   | Russell Okung Earl Thomas | Offensive tackle Free safety | Oklahoma State University University of Texas at Austin |
| 2011 | 22     | James Carpenter           | Guard                        | University of Alabama                                   |
| 2012 | 15     | Bruce Irvin               | Defensive end                | West Virginia University                                |
| 2013 |        | nikdo                     |                              |                                                         |
| 2014 |        | nikdo                     |                              |                                                         |
| 2015 |        | nikdo                     |                              |                                                         |
| 2016 | 31     | Germain Ifedi             | Guard                        | Texas A&M University                                    |
| 2017 |        | nikdo                     |                              |                                                         |
| 2018 | 27     | Rashaad Penny             | Running back                 | San Diego State University                              |
| 2019 | 29     | L.J. Collier              | Defensive end                | Texas Christian University                              |